# Rediscovered
Rediscovered è il quinto album in studio del gruppo pop anglo-norvegese a1, pubblicato nel 2012.

## Tracce
1. Trust Me – 3:28
2. Christopher Columbus – 3:23
3. Riot – 3:22
4. That Somebody Is Me – 3:12
5. Lovesick – 3:37
6. Fallen from Grace – 3:42
7. Starlights – 3:03
8. Blackout – 3:50
9. Just Three Words (featuring Annie Khalid) – 3:19
10. Stones – 4:06
11. Grateful – 3:00

## Formazione
- Ben Adams
- Christian Ingebrigtsen
- Mark Read